# Berriozar Club de Fútbol
El Berriozar Club de Fútbol es un club de fútbol de la localidad de la Comunidad Foral de Navarra de Berriozar.
El equipo masculino milita en categoría regional, mientras que el equipo femenino milita en la categoría nacional de Tercera Federación Femenina de España.

## Equipación
Primera equipación: Camiseta, pantalón y medias rojas.

Segunda equipación: Camiseta, pantalón y medias azules.

## Estadio
Actualmente disputa sus partidos en el campo de fútbol municipal de San Esteban, de césped artificial, 90x60 metros y que está gestionado por la sociedad pública Berrikilan S.L., propiedad del Ayuntamiento de Berriozar.

## Cantera
El Berriozar Club de Fútbol cuenta con una estructura con diversos equipos, tanto masculinos como femeninos.